# Kyocera
Kyocera Corporation (京セラ, Kyō-Sera, anciennement connu sous le nom Kyoto Ceramic Co., Ltd.) est une compagnie japonaise fondée en 1959, spécialisée dans les composants céramiques et électroniques, les cellules photovoltaïques, l'équipement de bureau et les téléphones cellulaires. Son fondateur, Kazuo Inamori (en), est le créateur du Prix de Kyoto.
En 1983, l'entreprise invente le couteau céramique, au début un échec commercial, il s'est popularisé dans les années 2010 à travers le monde.
L'entreprise Kyocera produit en particulier des imprimantes, des photocopieurs et des panneaux photovoltaïques,. En fusionnant avec Mita, Kyocera fondera un pôle spécialisé dans la gestion de document, Kyocera Document Solutions, détenteur de 100 % du capital de l'Allemand Triumph-Adler depuis 2010.
La filiale Kyocera-Yashica Corporation, spécialisée dans les appareils photo, provient du rachat de Yashica en 1983, fabricant japonais de produits photographiques. Elle a cessé toute activité depuis 2005.
Leur slogan est « Respecter le divin et aimer les hommes. » (en anglais, "Respect the Divine and Love People")